# Spencer Smith
Spencer Smith właśc. Spencer James Smith (ur. 2 września 1987 w Las Vegas) – amerykański perkusista, były członek zespołu Panic! at the Disco.